# 전자투표
전자투표(電子投票, 영어: electronic voting, e-voting)는 전자 기술을 사용하여 그 업무나 개표를 돕는 투표를 말한다. 구현 양상에 따라 전자투표는 기본적인 데이터 전송으로부터 접속 가능한 일반 가정 기기를 통한 전 기능의 온라인 투표까지 폭넓은 인터넷 서비스를 망라한다. 마찬가지로, 자동화의 정도 또한 단순한 업무에서부터 투표 등록, 인증, 입력, 지역 검수, 투표 데이터 암호화와 서버에의 전송, 집계와 도표 작성, 선거 관리 등을 포함한 복잡한 솔루션까지 다양하다. 쓸만한 전자투표 체계는 규제 기관이 정한 일련의 기준을 따르면서 이러한 업무의 대부분을 처리해야 하며, 성공적으로 보안, 정확도, 온전함, 신속성, 사생활 보호, 감사가능성, 접근성, 비용효과, 확장성, 생태적 지속성 등의 강력한 요구를 처리할 수 있어야 한다.
전자투표 기술로는 천공 카드, 광 스캐닝 투표 시스템, 특화된 투표 키오스크, 전화를 통한 투표 전송, 개인 컴퓨터 전산망 또는 인터넷 등을 들 수 있다.

## 같이 보기
- 투표
- 우편투표(영어판)
- 부재자 투표
- 선거
- 투표율
- 주민 투표
- 국민 투표
- 참정권
- 투표함
- 투표 제도
- 무투표 당선
- 선거의 4원칙
- 락더보트(영어판)
- 보트 포 체인지(영어판)
- 분리투표